# Новорямова
Новорямова — деревня в Армизонском районе Тюменской области России. Входит в состав Калмакского сельского поселения.

## История
В «Списке населенных мест Российской империи» 1871 года издания (по сведениям 1868—1869 годов) населённый пункт упомянут как казённая деревня Ново-Рямова Ишимского округа Тобольской губернии, при озере Рямовом, расположенная в 105 верстах от окружного центра города Ишим. В деревне насчитывалось 90 дворов и проживало 388 человек (220 мужчин и 168 женщин).
В 1926 году в деревне имелось 166 хозяйств и проживало 833 человека (397 мужчины и 436 женщин). Функционировала школа I ступени. В административном отношении являлась центром Новорямовского сельсовета Бердюжского района Ишимского округа Уральской области.

## География
Деревня находится в южной части Тюменской области, в лесостепной зоне, в пределах Ишимской равнины, на юго-восточном берегу озера Новорямовского, на расстоянии примерно 29 километров (по прямой) к юго-востоку от села Армизонское, административного центра района. Абсолютная высота — 139 метров над уровнем моря.

### Часовой пояс
Деревня Новорямова, как и вся Тюменская область, находится в часовой зоне МСК+2. Смещение применяемого времени относительно UTC составляет +5:00.

## Население
| 1989 | 2002 | 2010 |
| ---- | ---- | ---- |
| 147  | ↘124 | →124 |

Гендерный состав
По данным Всероссийской переписи населения 2010 года в гендерной структуре населения мужчины составляли 46,8 %, женщины — соответственно 53,2 %.
Национальный состав
Согласно результатам переписи 2002 года, в национальной структуре населения русские составляли 88 % из 124 чел.

## Улицы
Уличная сеть деревни состоит из двух улиц.